# Chulitna (Newhalen)
Pour les articles homonymes, voir Chulitna.
La rivière Chulitna est un cours d'eau d'Alaska, aux États-Unis situé dans le borough de Lake and Peninsula. C'est un affluent de la rivière Newhalen, elle-même affluent de la rivière Kvichak.

## Description
Longue de 90 milles (145 km), elle coule en direction de l'est vers la baie Turner, sur la rive nord-ouest du lac Clark pour rejoindre la rivière Newhalen à 15 milles (24 km) au nord-est de Nondalton.
Son nom indien a été référencé en 1890 par Schantz.

## Sources
- (en) « Chulitna (Newhalen) », Geographic Names Information System